# 诺伊施塔特-格莱沃
诺伊施塔特-格莱沃（德語：Neustadt-Glewe，發音：[ˈnɔʏʃtat ˈɡleːvə]）是德国梅克伦堡-前波美拉尼亚州路德维希斯卢斯特-帕尔希姆县的城市，面积94.14平方千米，2023年12月31日人口为6,974人。